# Polyortha maculata
Polyortha maculata es una especie de polilla de la familia Tortricidae. Se encuentra en Ecuador.